# Silviu Lung Jr.
Silviu Lung Jr. (Craiova, 4 juni 1989) is een Roemeens profvoetballer die als doelman speelt. Hij is de zoon van voormalig doelman Silviu Lung. Hij verruilde in 2011 Universitatea Craiova voor Astra Giurgiu waarmee hij in 2015 landskampioen werd. Lung debuteerde in 2010 in het Roemeens voetbalelftal en maakte deel uit van de Roemeense selectie op het Europees kampioenschap voetbal 2016.

## Erelijst

### Club
Astra Giurgiu
- Kampioen Liga 1 (1): 2015/16
- Beker van Roemenië (1): 2013/14
- Roemeense Super Cup (2): 2014, 2016